# Thomas Jay Chester
Thomas "Tom" Jay Chester (1951) es un astrofísico, y botánico estadounidense, que publica en Madroño (revista).

## Biografía
Ha sido de los científicos que han estudiado y publicado sobre la flora de Estados Unidos. Graduado por la Universidad de Kansas (se especializó en inglés y matemática) y por la Universidad de Princeton (doctorado en física, especialidad astrofísica)
Es un astrofísico retirado de Caltech y del Jet Propulsion Lab, convertido en docente en la Reserva Ecológica de la meseta de Santa Rosa en 2000; y luego botánico en 2001. Pasó dos años (2005-2006) haciendo trabajo de campo sobre la flora de la meseta de Santa Rosa (California). Ha producido guías de senderos de plantas a 116 rutas en el sur de California, disponibles en línea. Su sitio web de plantas del sur de California de plantas nativas e introducidas del sur de California en tchester.org/plants. Tom vive en Fallbrook, en el norte del condado de San Diego.

## Algunas publicaciones
- t.j. Chester, s.a. Butman. 1985. “Navigation Using X-ray Pulsers,” en NASA Technical Reports N81-27129

### Libros
- 1977. Optical Pulsation from the HZ Her/Her X-1 System. Reimpreso de Princeton Univ. 236 pp.
- La abreviatura «T.J.Chester» se emplea para indicar a Thomas Jay Chester como autoridad en la descripción y clasificación científica de los vegetales.[2]